# Ai flores, ai flores do verde pino

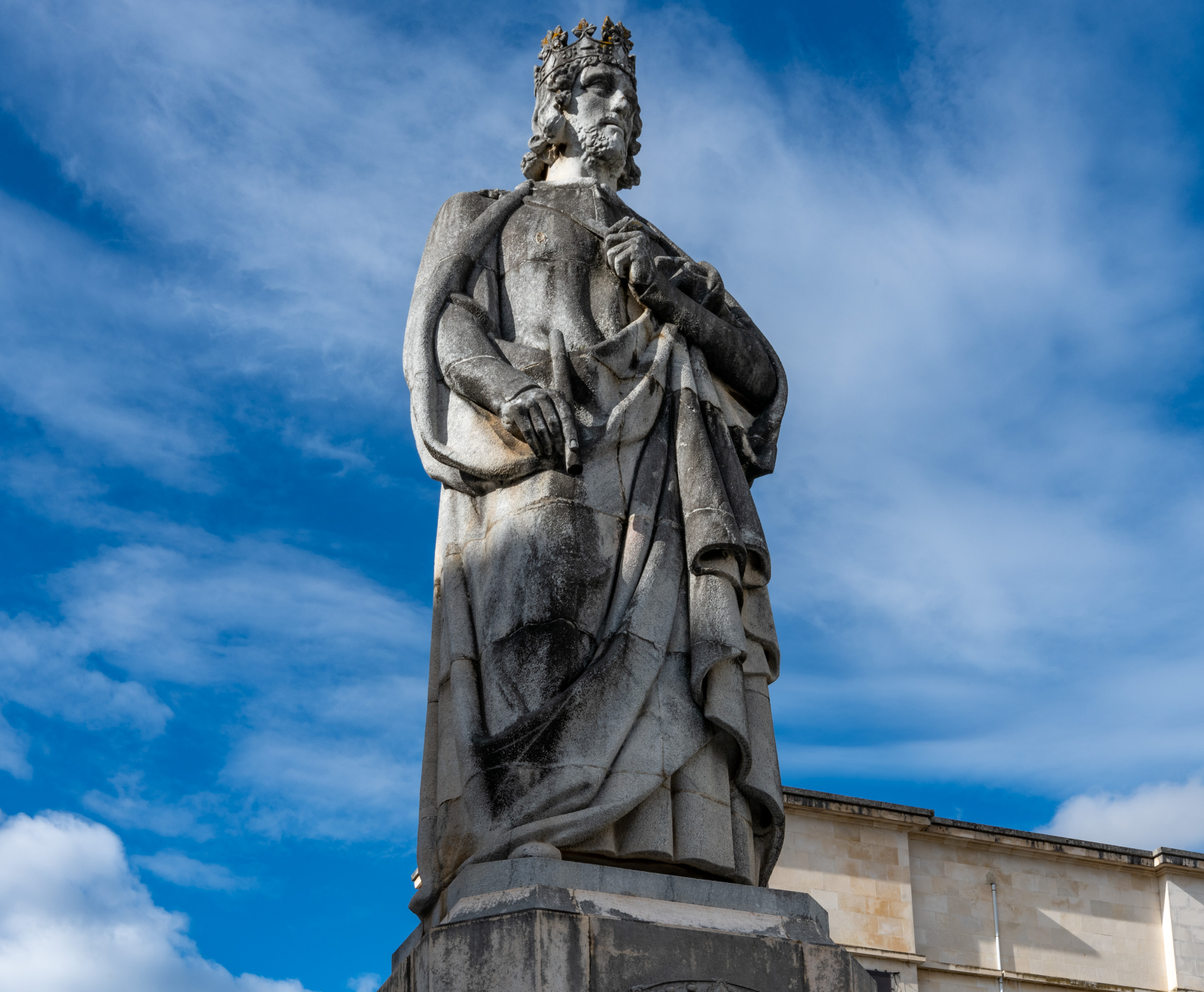
Estátua de Dinis I de Portugal em Coimbra.

Ai flores, ai flores do verde pino é uma cantiga de amigo de autoria do rei D. Dinis I de Portugal.
É considerado como a cantiga de amigo mais conhecida de Dinis I de Portugal e das mais representativas do trovadorismo português, estando presente em várias coletâneas, como no Cancioneiro da Biblioteca Nacional e no Cancioneiro da Vaticana.
A canção já foi gravada por vários artistas, como a banda galega Barahúnda e, mais recentemente, Pinhal D'El Rei, assim como em filmes, como Inês de Castro, de 1944.

## Letra
| Original                                                                                | Tradução livre                                                                                      |
| --------------------------------------------------------------------------------------- | --------------------------------------------------------------------------------------------------- |
| Ai flores, ai flores do verde pino, se sabedes novas do meu amigo! Ai Deus, e u é?      | Ai flores, ai flores do pinheiro verde, tendes notícias do meu amigo? Ai Deus, onde está?           |

Ai flores, ai flores do verde pino, no Cancioneiro da Vaticana.

| Ai, flores, ai flores do verde ramo, se sabedes novas do meu amado! Ai Deus, e u é?     | Ai flores, ai flores do ramo verde, tendes notícias do meu amado? Ai Deus, onde está?               |
| Se sabedes novas do meu amigo, aquel que mentiu do que pos comigo! Ai Deus, e u é?      | Se tendes notícias do meu amigo, aquele que mentiu sobre o que combinou comigo Ai Deus, onde está?  |
| Se sabedes novas do meu amado aquel que mentiu do que mi há jurado! Ai Deus, e u é?     | Se tendes notícias do meu amado, aquele que mentiu sobre o que me havia jurado? Ai Deus, onde está? |
| Vós me preguntades polo voss'amigo, e eu ben vos digo que é san'e vivo. Ai Deus, e u é? | Perguntais-me pelo vosso amigo? E eu bem vos digo que está são e vivo.. Ai Deus, onde está?         |
| Vós me preguntades polo voss'amado, e eu ben vos digo que é viv'e sano. Ai Deus, e u é? | Perguntais-me pelo vosso amado? E eu bem vos digo que é vivo e são. Ai Deus, onde está?             |
| E eu ben vos digo que é san'e vivo e seerá vosc'ant'o prazo saído. Ai Deus, e u é?      | E eu bem vos digo que é são e vivo e estará convosco antes que o prazo acabe. Ai Deus, onde está?   |
| E eu ben vos digo que é viv'e sano e seerá vosc'ant'o prazo passado. Ai Deus, e u é?    | E eu bem vos digo que é vivo e são e estará com vós antes que o prazo passe Ai Deus, onde está?     |